# Bromat de bari
El bromat de bari és un compost inorgànic del grup de les sals, constituït per anions bromat {\displaystyle {\ce {BrO3-}}}i cations de bari {\displaystyle {\ce {Ba^{2+}}}}, la qual fórmula química és {\displaystyle {\ce {Ba(BrO3)2}}}.
Es presenta com el monohidrat {\displaystyle {\ce {Ba(BrO3)2*H2O}}} incolor, amb cristalls prismàtics. Perd l'aigua de cristal·lització per sota el 190 °C i es descompon a 265 °C donant bromur de bari {\displaystyle {\ce {BaBr2}}} i oxigen:
{\displaystyle {\ce {Ba(BrO3)2 ->[\Delta] BaBr2 + 3O2}}}
La poc soluble en aigua i la seva solubilitat augmenta amb la temperatura: a 25 °C només 0,782 g en 100 ml d'aigua i 5,71 g en 100 ml d'aigua a 100 °C.
Pot obtenir-se a partir de la reacció d'hidròxid de bari {\displaystyle {\ce {Ba(OH)2}}} amb bromat de sodi {\displaystyle {\ce {NaBrO3}}}, segons la reacció:
{\displaystyle {\ce {Ba(OH)2 + 2 NaBrO3 -> Ba(BrO3)2 + 2NaOH}}}
El bromat de bari s'utilitza en l'obtenció d'altres bromats.

## Toxicologia
S'ha d'utilitzar amb gants de goma i ni menjar, beure o fumar durant la utilització. És perillós per inhalació o ingestió. L'exposició perllongada pot provocar debilitat, falta d'alè, salivació, erosiva edema de la mucosa oral, rinitis, conjuntivitis, diarrea, taquicàrdia, augment de la pressió arterial i l'alopècia. En cas de contact amb la pell s'ha de rentar amb sabó i aigua abondant. En cas de contacte amb els ulls rentar amb aigua neta o solució salina i consultar un metge. En cas d'inhalació: anar a l'aire lliure, controlar la respiració, si necessari subministrar oxigen i consultar metge.